# Urytalpa dorsalis
Urytalpa dorsalis är en tvåvingeart som först beskrevs av Rasmus Carl Staeger 1840.  Urytalpa dorsalis ingår i släktet Urytalpa, och familjen platthornsmyggor. Arten är reproducerande i Sverige.